# Amphioctopus marginatus
Pieuvre veinée, Pieuvre noix de coco
Espèce
Amphioctopus marginatus (syn. et ancien nom Octopus marginatus) est une espèce de poulpes vivant dans les eaux tropicales de la partie est du Pacifique.

## Description
Cette espèce présente des lignes sombres ramifiées qui font penser à des veines (d’où l’appellation Veined Octopus en langue anglaise). Les ventouses blanches contrastent nettement avec les tentacules, qui sont habituellement de couleur foncée. On peut apercevoir à proximité immédiate de l’œil une zone trapézoïdale claire de couleurs diverses. Le siphon est souvent jaune. Taille : corps 8 cm, tentacules 15 cm.

## Galerie

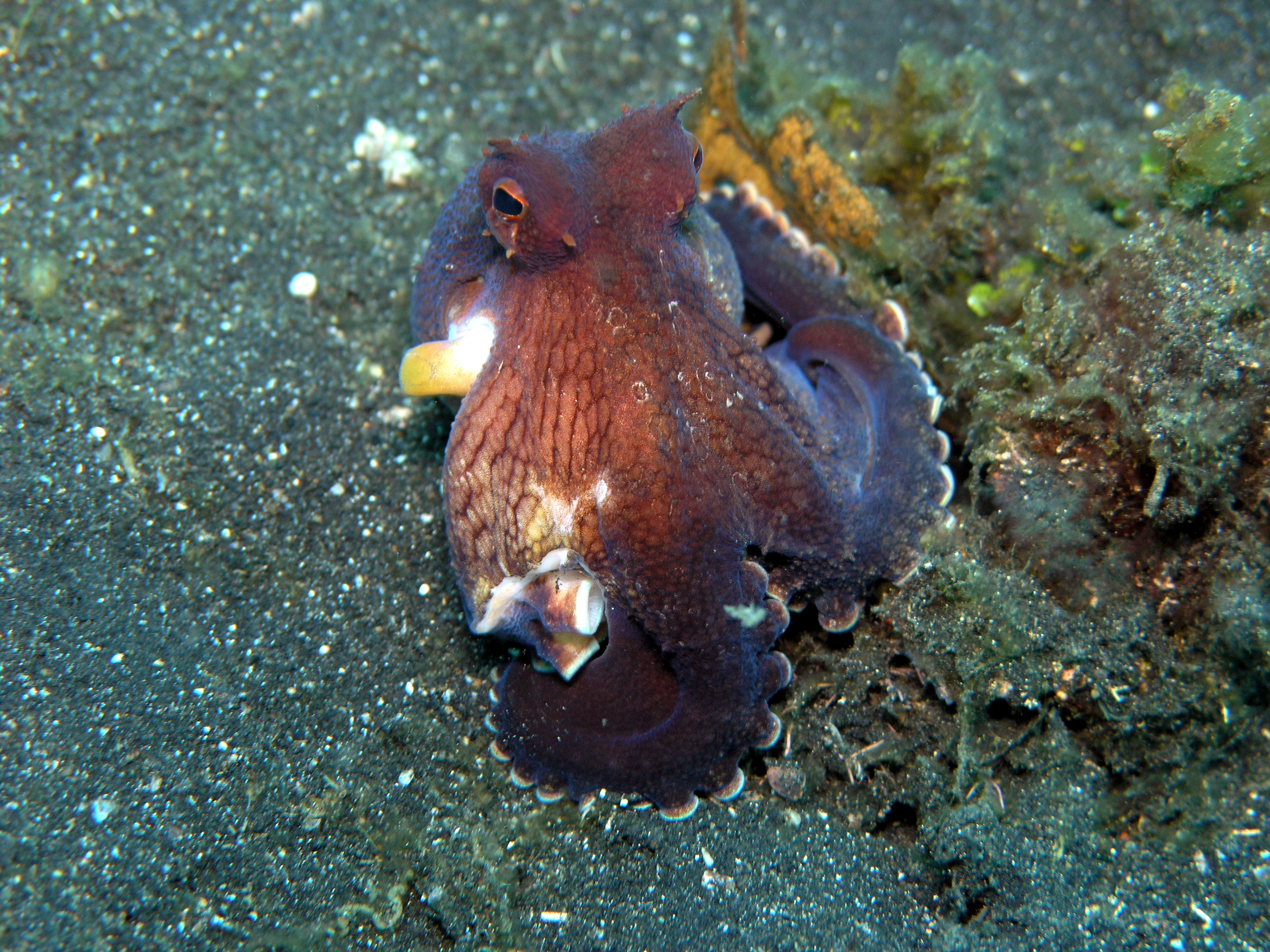
A découvert.
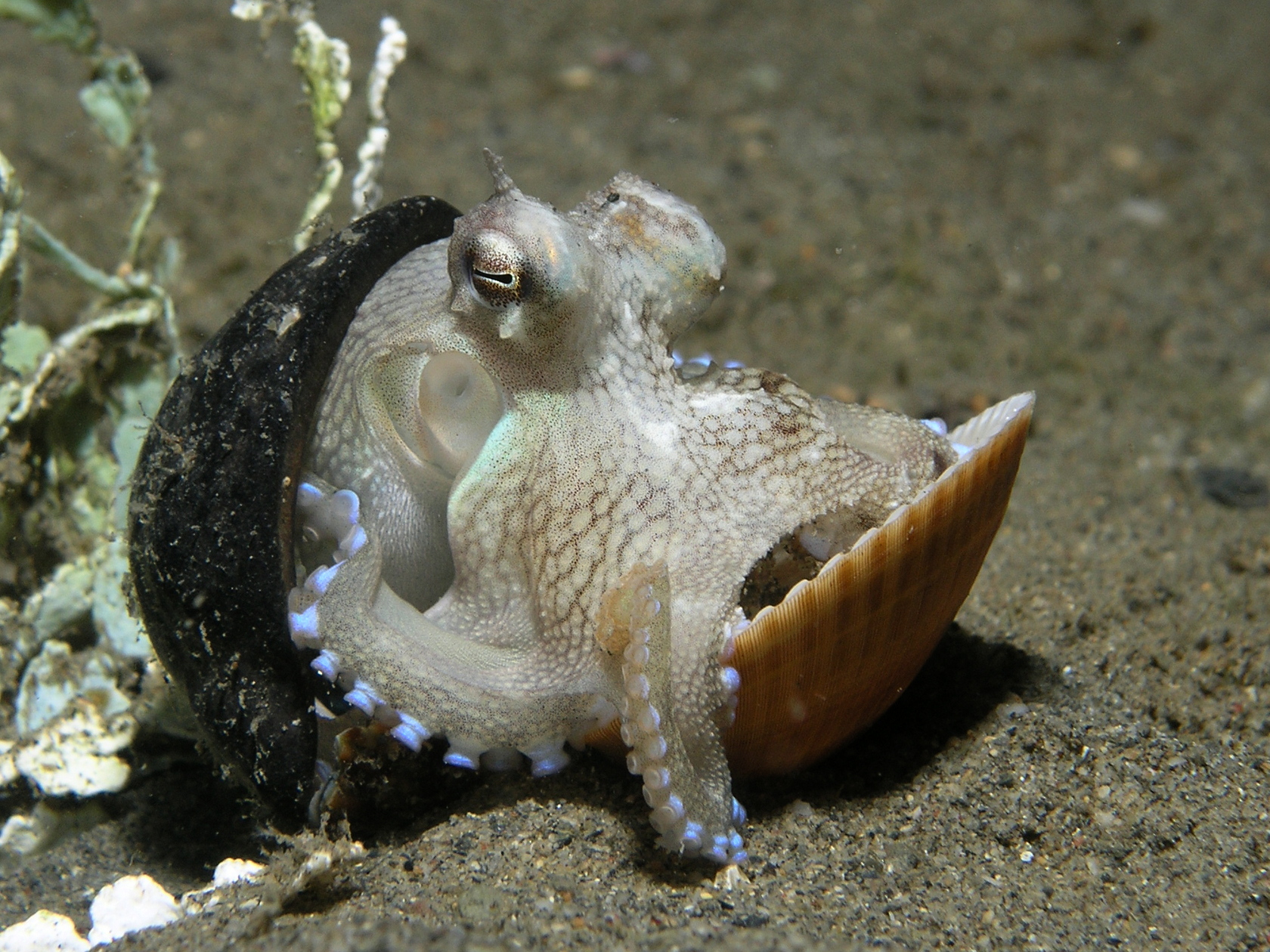
Suspicieux
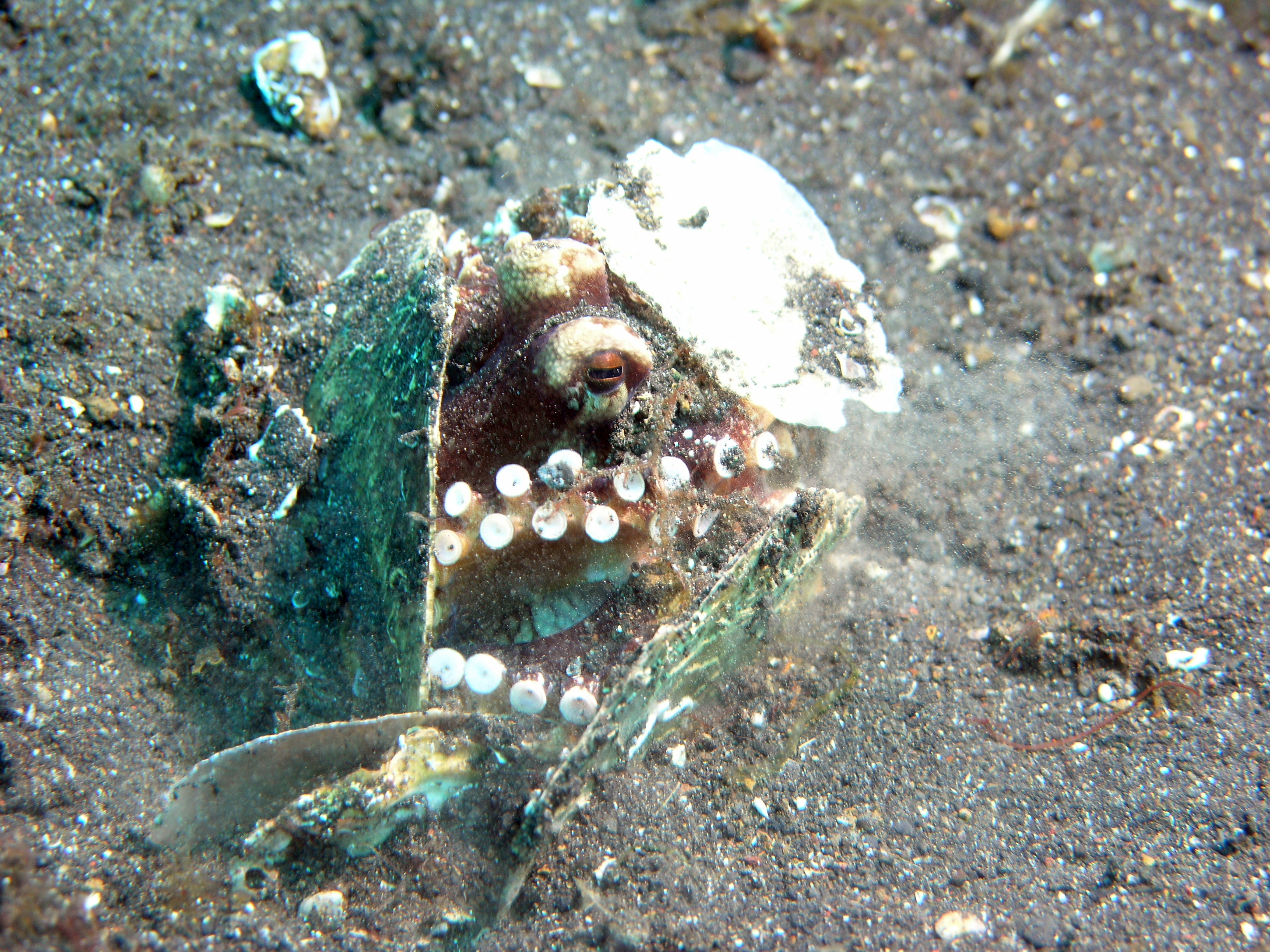
Se construisant un abri formé de coquilles vides
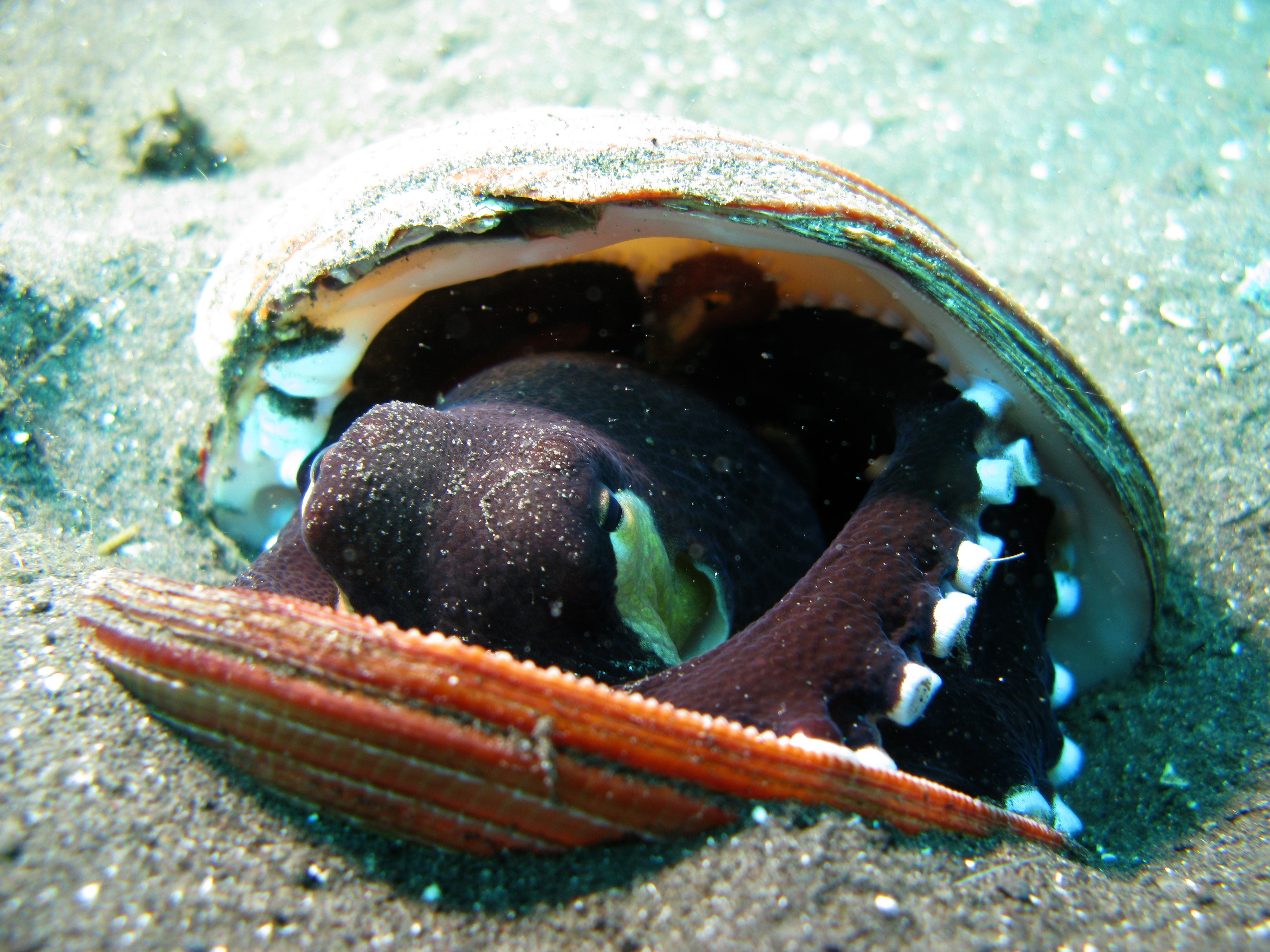
Protégé
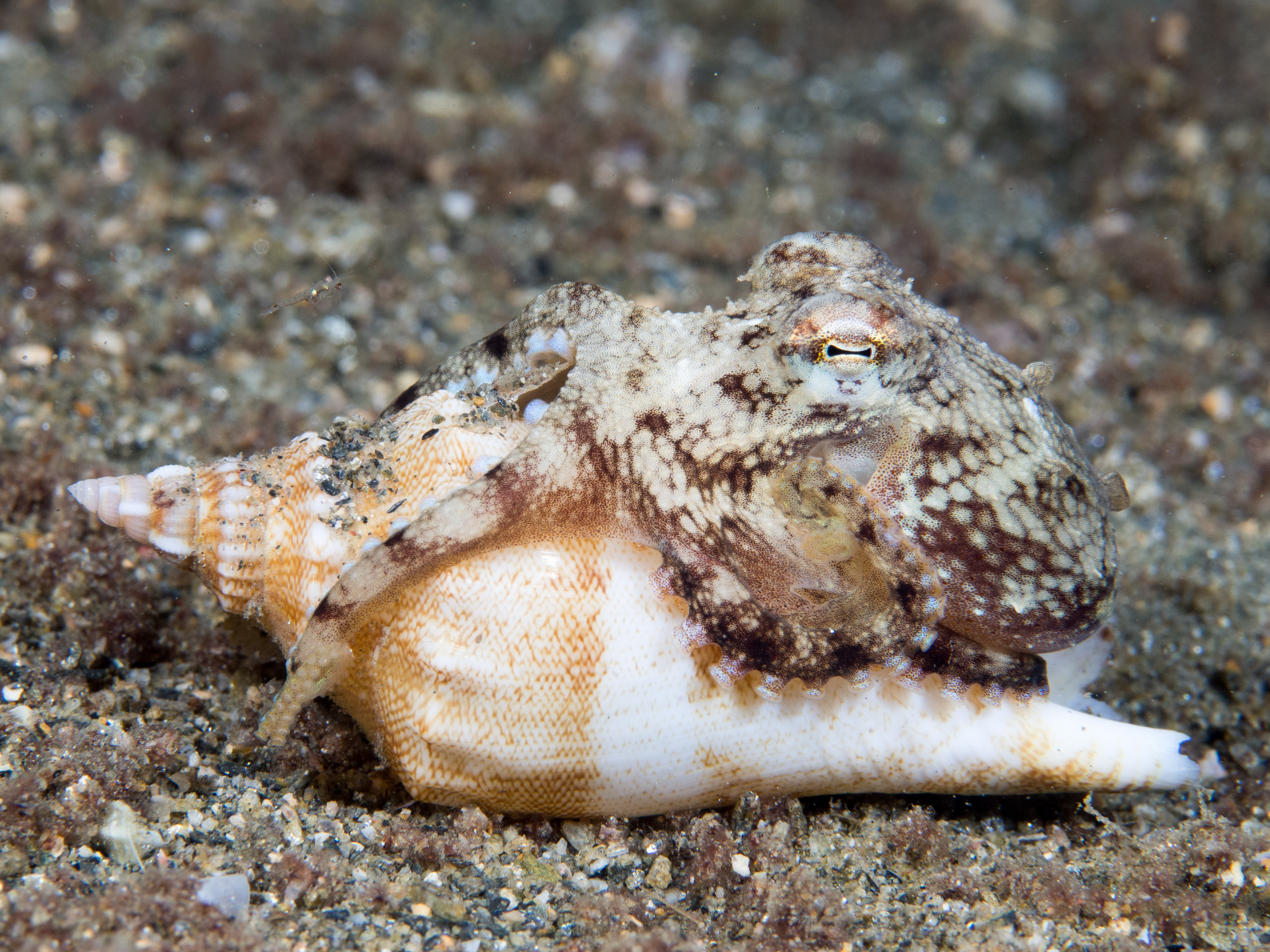
Sur un coquillage, aux Philippines.

## Comportement et habitat
Ce poulpe se rencontre sur les fonds sableux des baies et lagons, sur des substrats généralement lisses où d'autres types de poulpes seraient vulnérables du fait de l'absence de cachette. Il s'enterre fréquemment dans le sable en ne laissant dépasser que ses yeux. Il utilise toute sorte de débris pour se fabriquer une protection. Ce poulpe est réputé pour stocker et assembler des coquilles de noix de coco vides afin de les utiliser comme abri contre les prédateurs. Cela en ferait « le premier cas connu d'utilisation d'un outil chez un invertébré » (d'où son autre nom anglais Coconut octopus), mais il utilise aussi des coquilles de bivalves, des bouteilles vides ou d'autres déchets humains pratiques.
En mars 2005, des chercheurs de l'université de Californie à Berkeley ont publié un article où Octopus marginatus est décrit comme ayant un comportement de bipédie, partageant avec Abdopus aculeatus cette particularité. Comme l'indique cet article, les observations ont été faites autour de Célèbes (Indonésie) où les noix de coco sont fréquentes sur le fond sableux. Le poulpe replie six tentacules autour de son corps et se déplace en utilisant ses deux tentacules libres, passant ainsi, aux yeux de ses prédateurs, pour une noix de coco emportée par le courant.

## Alimentation

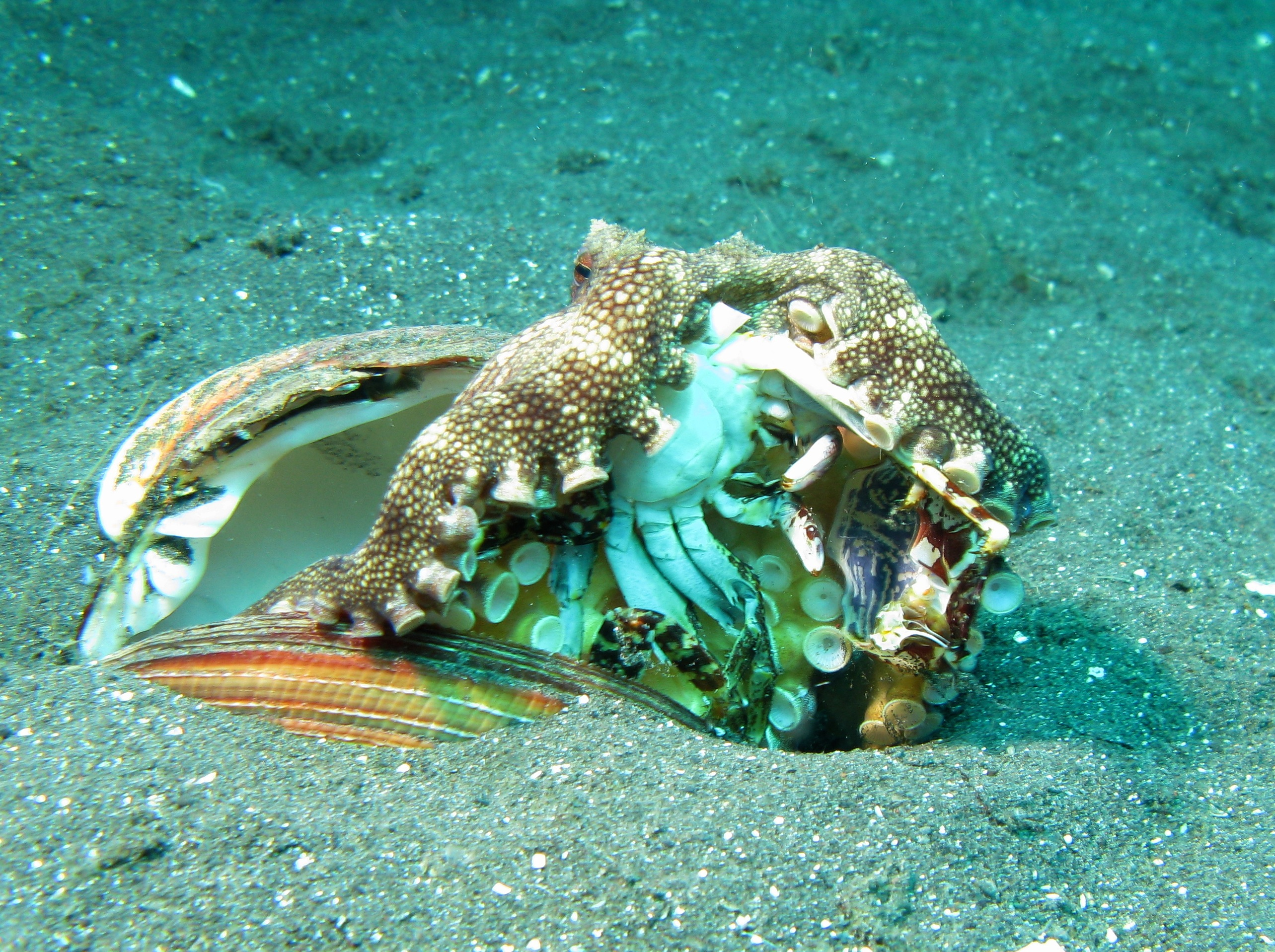
En train de consommer un crabe.

Cette espèce se nourrit habituellement de crevettes, crabes et mollusques gastéropodes ou bivalves (palourdes).

## Aire de répartition
Ce poulpe vit principalement dans les eaux tropicales océaniques, notamment en Indonésie et aux Philippines. 